# Crise militar no Brasil em 1977
Em 12 de outubro de 1977, uma crise militar foi desencadeada pela demissão do então ministro do Exército, general Silvio Frota, pelo presidente Ernesto Geisel. A exoneração ocorreu na manhã daquele dia, quando Geisel convocou o ministro para uma breve reunião e comunicou sua decisão de demiti-lo.
Silvio Frota, enquanto ministro do Exército, apresentava-se como um militar de linha-dura e era fortemente contrário à proposta de abertura "lenta e gradual" do governo Geisel. Ele planejava candidatar-se à Presidência em 1979, divergindo de Geisel em questões delicadas da época, como a decisão de afastar o comandante do 2º Exército, Ednardo D’Ávila Mello, em 1976, após a morte de Manoel Fiel Filho nas dependências do DOI-CODI.

## Antecedentes

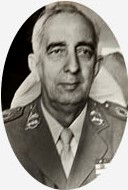
Ednardo D'Ávila Melo, comandante do II Exército até 1976.

Frota pertencia à linha-dura do Exército Brasileiro, representando o grupo de militares contrários à abertura política. Essa posição gerou animosidade entre ele e o próprio presidente Geisel, já que as opiniões do ministro contrariavam frontalmente as do chefe do Executivo, sobretudo em questões como o afastamento de Ednardo D'Ávila Melo, aliado de Frota, do comando do II Exército, após a morte do operário Manuel Fiel Filho em 17 de janeiro de 1976. A tensão entre ambos persistiu, e no ano seguinte Frota, com a intenção de concorrer à presidência contra a vontade de Geisel, iniciou movimentações para consolidar sua candidatura, com aliados visitando Brasília para buscar apoio ao ministro.
Silvio Frota, general do Exército Brasileiro, foi promovido em julho de 1972 e assumiu o I Exército no mesmo mês. Após a posse do presidente Ernesto Geisel, em 15 de março de 1974, foi nomeado chefe do Estado-Maior do Exército, cargo que ocupou até maio daquele ano, quando passou a comandar o Ministério do Exército, em decorrência do falecimento do titular da pasta, o general Vicente de Paulo Dale Coutinho.
Membro da linha-dura do Exército, Frota opunha-se à abertura política "lenta e gradual" proposta por Geisel, gerando tensões com o presidente. Suas divergências incluíam a sucessão presidencial, tema que Geisel pretendia discutir apenas a partir de janeiro de 1978, já tendo preferência pelo general João Figueiredo. Apesar disso, o deputado Carlos Alberto de Oliveira, da ARENA, ameaçou lançar a candidatura de Frota à Presidência no Congresso Nacional, mas foi impedido de última hora.
As tensões entre Frota e Geisel intensificaram-se em 23 de agosto de 1977, quando o presidente pediu para ler o discurso preparado por Frota para a comemoração do Dia do Soldado. A inusitada solicitação aumentou o atrito entre ambos.
Em 8 de setembro de 1977, Frota envolveu-se em outra polêmica ao ameaçar o jornalista Lourenço Diaféria, da Folha de S.Paulo. Diaféria havia elogiado, em sua coluna, o heroísmo do 2° sargento Sílvio Delmar Hollenbach, que saltou em um fosso com ariranhas no Jardim Zoológico de Brasília para salvar uma criança, ao mesmo tempo que fazia críticas o patrono do Exército, Duque de Caxias.

## Demissão e articulação de golpe
No dia 12 de outubro de 1977, o presidente Ernesto Geisel comunicou ao ministro Silvio Frota que desejava vê-lo ainda naquela manhã, em Brasília. Mais tarde, naquele mesmo dia, os dois se reuniram no gabinete presidencial para uma rápida conversa, iniciada por Geisel:
“Frota, nós não estamos mais nos entendendo. A sua administração no ministério não está seguindo o que combinamos. Além disso, você é candidato à presidência e está em campanha. Eu não acho isso certo. Por isso preciso que você peça demissão.”
Frota rebateu:
“Eu não peço demissão.”
Ao que o presidente respondeu:
“Bem, então vou demiti-lo. O cargo de ministro é meu, e não deposito mais em você a confiança necessária para mantê-lo. Se você não vai pedir demissão, vou exonerá-lo.”

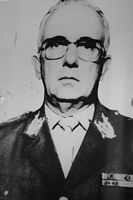
José Pinto de Araújo Rabello, comandante do I Exército.

Após deixar o Palácio do Planalto, Frota tentou articular uma reação para afrontar a decisão do presidente da República, buscando apoio entre generais e redigindo um manifesto de oito páginas que pretendia enviar a todas as unidades do Exército, o que acabou não sendo feito. Geisel, no entanto, já havia se antecipado, previamente informando alguns generais de sua decisão, como Gustavo Moraes Rego Reis, da 11ª Brigada de Infantaria Blindada em Campinas, que por sua vez repassou a informação ao comandante do II Exército, em São Paulo. Dois dias antes, Geisel também havia conversado com o comandante do I Exército, José Pinto de Araújo Rabello, que reagiu dizendo: “Já devia ter tirado.”
No mesmo dia, foi publicada no Diário Oficial da União a exoneração de Sílvio Frota, assim como a indicação do seu sucessor, Fernando Belfort Bethlem, ex-comandante do III Exército. 

## Consequências
Após a demissão, Frota se retirou da vida política, sentindo-se ideologicamente contrariado. Voltou a aparecer na mídia somente após a edição da Lei da Anistia, quando criticou o governo e divulgou uma lista de supostos comunistas no funcionalismo público. Depois disso, permaneceu afastado até sua morte, em 1996.
Os militares mais radicais, simpatizantes de Frota, foram isolados e a tentativa de reação, (tentativa de golpe) foi completamente desarticulada. No ano seguinte, o presidente Ernesto Geisel revogou o Ato Institucional nº 5 (AI-5), decretado durante o governo do general Costa e Silva, da linha-dura. Em seguida, Geisel transferiu a faixa presidencial ao seu sucessor, o general João Baptista Figueiredo.